# Tahuantinsuyoa
Genre
Tahuantinsuyoa est un genre de poissons Cichlidae du Pérou.

## Liste des espèces
Selon FishBase (26 janvier 2017) :
- Tahuantinsuyoa chipi Kullander, 1991
- Tahuantinsuyoa macantzatza Kullander, 1986